# Dayeh Takashimaya Department Store
De Dayeh Takashimaya Department Store is een warenhuis in Shilin District in Taipei, Taiwan dat op 1 november 1994 werd geopend. Het warenhuis heeft een totale vloeroppervlakte van 39.600 m² en 2000 parkeerplaatsen. Het pand heeft 12 bovengrondse verdiepingen en drie kelderverdiepingen. 
Het warenhuis biedt onder meer onderdak aan een Muji-winkel, de Japanse boekhandel Books Kinokuniya, de supermarkt Jasons Market Place en verschillende themarestaurants. Het warenhuis werd oorspronkelijk gezamenlijk beheerd door Dayeh Group en Takashimaya. Met de opening van Pacific Sogo Department Store en de Shin Kong Mitsukoshi Department Store nam de concurrentie toe. In 2014 stak Dayeh Takashimaya meer dan US$ 37 miljoen in de modernisering van het warenhuis in de hoop dat een nieuw imago jongere klanten zou trekken. .
Omdat de omzetdoelstellingen niet behaald werden, kondigde Takashimaya op 17 mei 2016  aan dat het heeft besloten alle belangen aan Dayeh Group te verkopen voor een bedrag van US$15.04 miljoen omdat het zich terug wilde trekken uit Taiwan. De naam van het warenhuis bleef ongewijzigd. 